# فريديريك تشاو
فريديريك تشاو (بالفرنسية: Frédéric Chau)‏
```
هو 
ممثل
 
فرنسي
 
وفيتنام
، ولد في 6 يونيو 1977 في 
فيتنام
.
[
1
]
[
2
]
```

## أعمال

### أفلام
- (2010) من باريس مع حبي[3]
- (2014) لوسي[4][5]
- (2014) ما الذي قدمناه للرب[6][7]

## وصلات خارجية
- فريديريك تشاو على موقع IMDb (الإنجليزية)
- فريديريك تشاو على موقع روتن توميتوز (الإنجليزية)
- فريديريك تشاو على موقع قاعدة بيانات الأفلام العربية
- فريديريك تشاو على موقع ألو سيني (الفرنسية)
- فريديريك تشاو على موقع أول موفي (الإنجليزية)
- فريديريك تشاو على موقع قاعدة بيانات الفيلم (الإنجليزية)
- فريديريك تشاو على موقع كينوبويسك (الروسية)